# جيروم ديمرز
جيروم ديمرز هو مربي كندي، ولد في 1 أغسطس 1774 في ليفيس في كندا، وتوفي في 17 مايو 1853.